# Mario D'Leon
Mario D'Leon is een Amerikaans stemacteur en acteur, bekend als de stem van Luis Fernando Lopez uit de videogame Grand Theft Auto: The Ballad of Gay Tony. Daarnaast deed hij ook de stunts voor de videogame Grand Theft Auto: San Andreas door middel van motion capture.